# James Robert Longden
Sir James Robert Longden, (né le 7 juillet 1827 - mort le 4 octobre 1891), est un administrateur colonial.
Il a été le 15e gouverneur du Ceylan britannique dans l'actuel Sri Lanka, gouverneur de la Guyane britannique, gouverneur de Trinité, gouverneur du Honduras britannique, Lieutenant-gouverneur de Dominique, et Président des Îles Vierges britanniques

## Biographie
James Longden est le plus jeune fils de John R. Longden, procureur de Londres.

### Gouverneur du Ceylan britannique
James Longden est connu pour avoir fait une donation pour la création de la Tour horloge de Jaffna, l'un des monuments les plus importants de la ville de Jaffna.

## Distinctions
Ordre de Saint-Michel et Saint-Georges Chevalier Grand-croix en 1883.